# Ligatur (medicin)

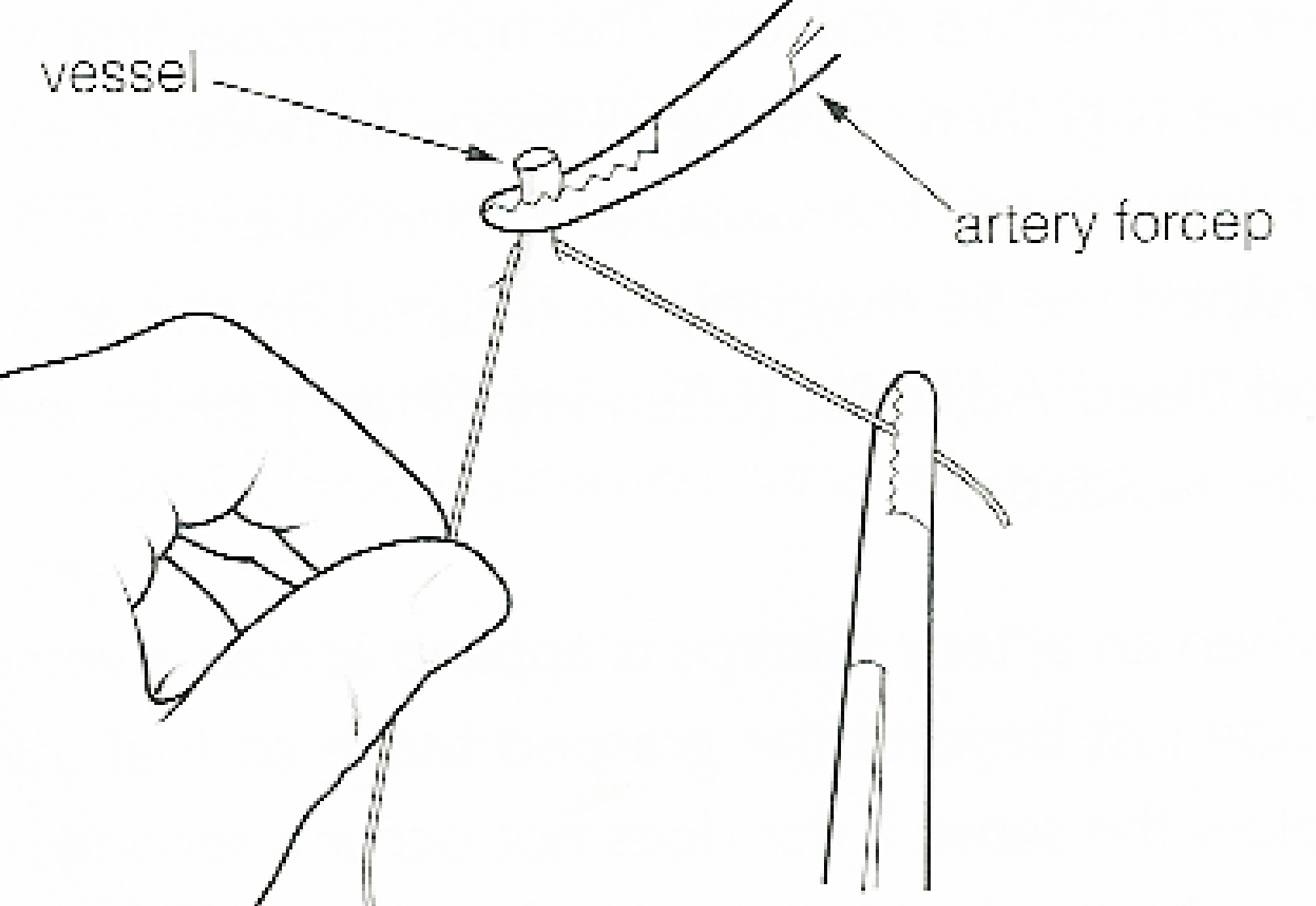
Hur en ligatur utförs.

Ligatur (från senlatinets ligatura = förband) är en underbindning eller tillknytning av ett blodkärl i samband med operation för att hindra blödning.